# Der Basilisk
Der Basilisk (englischer Originaltitel Dragoncharm) ist ein Fantasyroman des englischen Autors Graham Edwards. Bei den Protagonisten der Geschichte handelt es sich durchweg um Drachen oder andere fantastische Wesen. Der Basilisk ist der erste Teil der Saga vom Ende der Zauberdrachen. Die deutsche Fassung erschien 1996 bei Bastei-Lübbe.

## Handlung
Der Basilisk erzählt die Geschichte des jungen Fortune, einem Vertreter der neuen Art von Drachen, die über keine Magie mehr verfügen. Er freundet sich mit dem Zauberdrachen Cumber an. Gemeinsam stürzt sich das ungleiche Paar in ein Abenteuer, in dem sie den Wandel der Welt und den Rückzug der Magie aus ihr erforschen.
Namensgeber des Romans ist ein uraltes unsterbliches und böses Geschöpf, das aus seinem Schlaf erwacht ist. Es kann nicht sterben und seine Ruhe wurde gestört.

## Auszeichnungen
Der Basilisk wurde 1995 bei den British Fantasy Society Awards für den besten Roman nominiert.